# Pec (Pustá Kamenice)
Pec je část obce Pustá Kamenice. V roce 2011 zde žilo 42 obyvatel. V roce 2016 zde bylo 24 domů. Nalézá se asi 0,4 km západně od Pusté Kamenice.
Jméno osady vzniklo podle vysoké pece z roku 1722, ve které se tavila železná ruda těžená v sousední osadě Ruda u Čachnova. Tavicí pec stávala v těsném sousedství bývalého Máchova mlýna čp. 38.

## Galerie

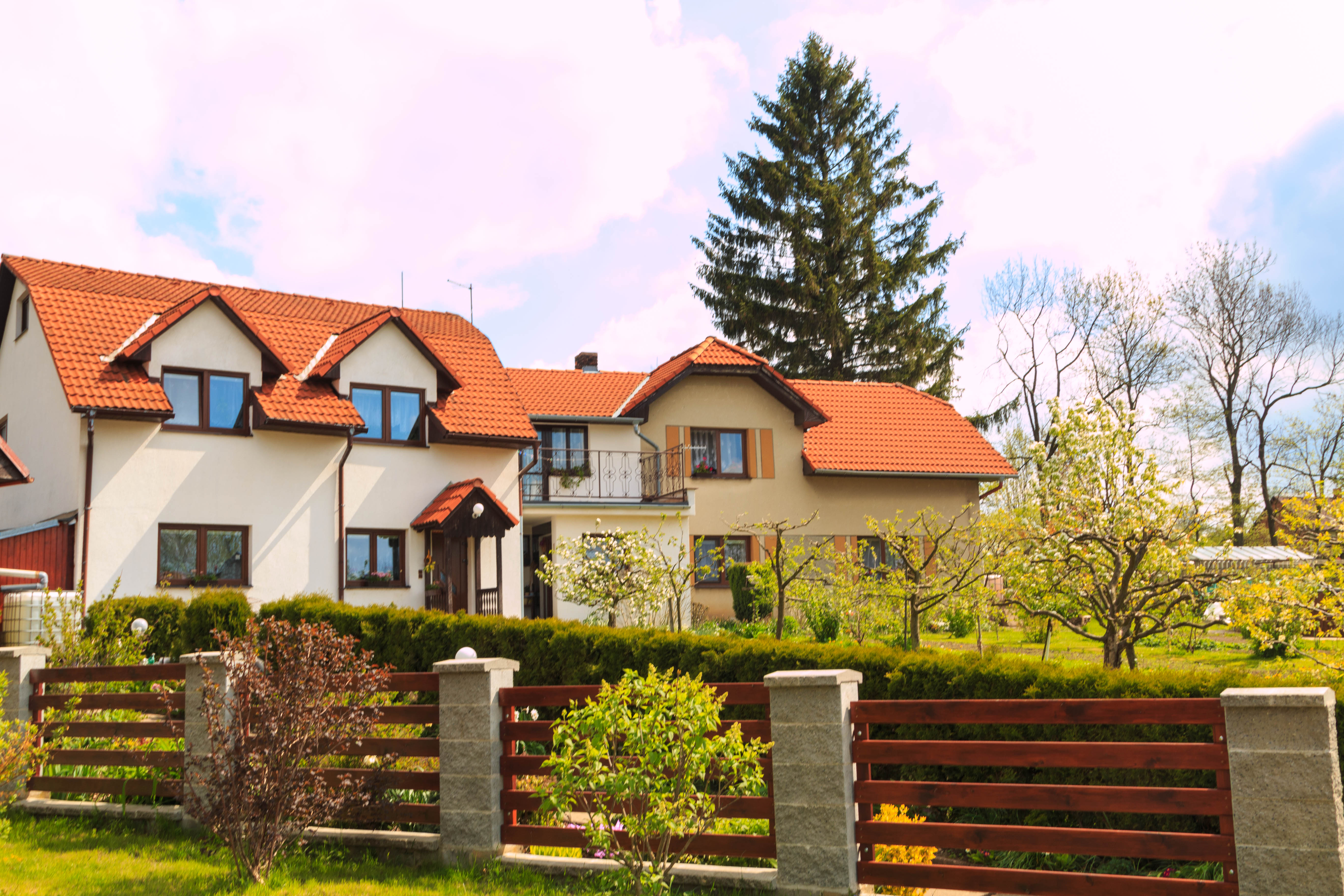
Pec novostavba
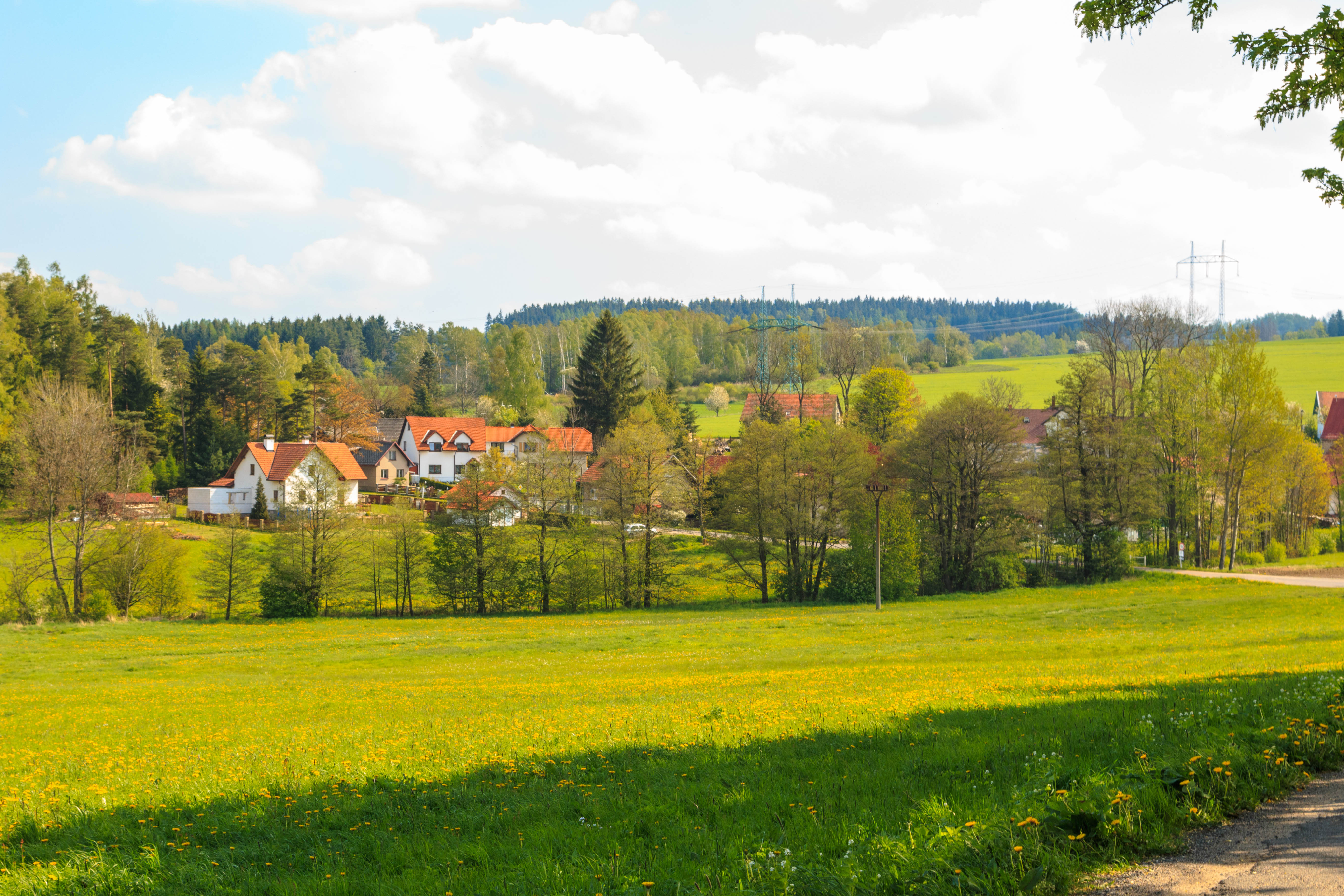
Pohled na Pec u Pusté Kamenice
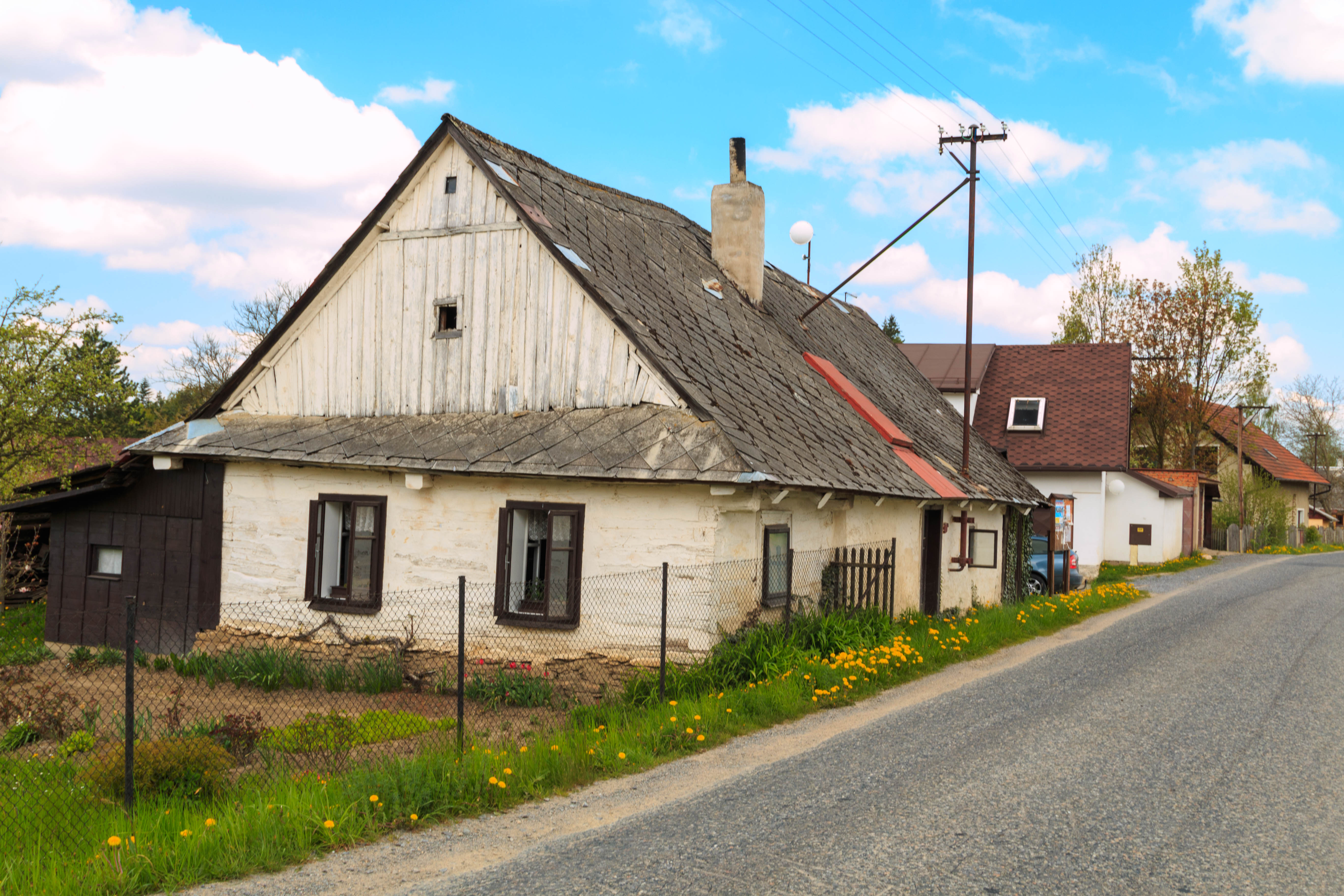
Pec čp. 28